# José Paúl y Angulo
José Paúl y Angulo (Jerez de la Frontera, 1838 - París, 1892) va ser un polític i escriptor espanyol.

## Biografia
Pertanyent a una rica família, propietària de vinyers i celler, es dedica des de jove als negocis. Aquests el porten a Anglaterra, on es vincula amb el general Joan Prim i Prats, que es trobava exiliat en Londres.
Va formar part del grup promotor de la Revolució de 1868 i va acompanyar a Prim en el seu retorn a Espanya, per convertir-se més tard en el seu contrincant ideològic —la seva actitud enfront de Prim es va arribar a qualificar com «d'odi profund» i «aferrissat rancor». Va intervenir en les barricadas gaditanes de 1868 en pro de la revolució antiborbònica i autonomista i en les milícies cíviques. A les eleccions generals espanyoles de 1869 va ser elegit diputat a l'Assemblea Constituent per la seva ciutat natal i, en disconformitat amb la Constitució monàrquica del mateix any, s'uneix al front de lluita als pobles de la Sierra de Cádiz, al costat de Fermín Salvochea Álvarez i Guillén, refugiant-se més tard a Huelva i tornant a l'activitat política dirigint el periòdic El Combate, on apareix en 1870 una crida per enderrocar a Prim. Des de l'assaig històric d'Antoni Pedrol Rius, l'estudi més complet dedicat a l'atemptat contra el general Prim, se l'assenyala com a executor material de l'assassinat al capdavant d'un grup de nou republicans, comptant amb la complicitat de Solís y Campuzano, ajudant de l'Antoni d'Orleans, el duc de Montpensier, cunyat d'Isabel II, qui en seria en última instància l'instigador.
Exiliat a França, Paúl y Angulo va viatjar per Europa i Amèrica propagant les seves idees republicanes. Va estar en Perú, Equador, Xile i Estats Units, fins a arribar finalment a la Argentina, instal·lant-se a Buenos Aires. Allí, col·labora en el diari El Español, abans de fundar el seu propi periòdic: La España Moderna.
Entre les seves obres destaquen: Memorias íntimas de un pronunciamiento, Verdades revolucionarias, Manifiesto o Lo absurdo se elimina.

## Cultura popular
- Paúl y Angulo apareix al telefilm Prim, l'assassinat del carrer del Turco (2014) de TVE, en el que és representat per l'actor Víctor Clavijo.